# Rundfunkjahr 1966

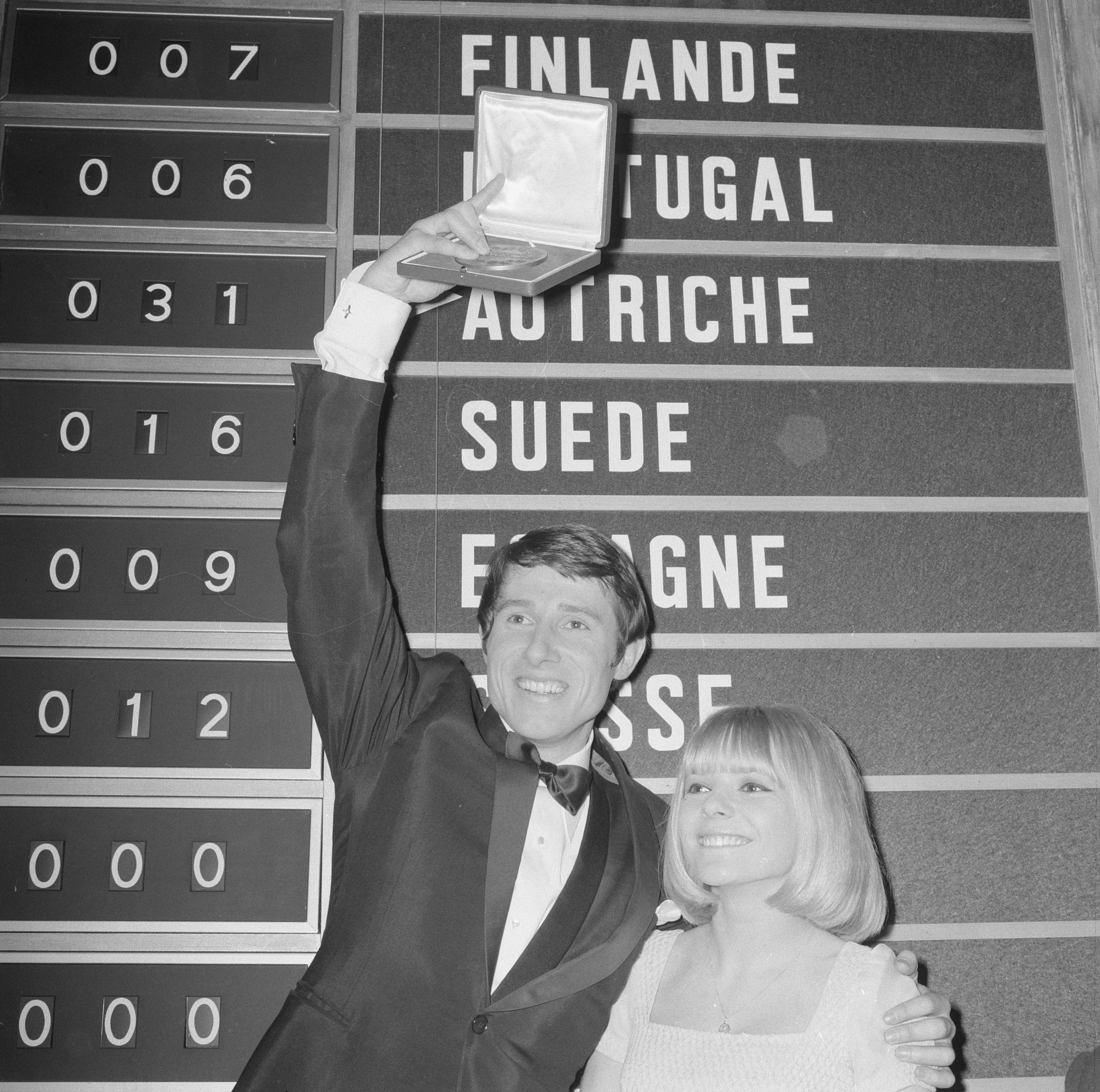
1966: Udo Jürgens (im Bild mit Vorjahressiegerin France Gall) gewinnt für Österreich mit Merci Cherie den Eurovision Song Contest

Liste der Rundfunkjahre

◄◄ | ◄ | 1962 | 1963 | 1964 | 1965 | Rundfunkjahr 1966 | 1967 | 1968 | 1969 | 1970 | ► | ►►

Weitere Ereignisse

## Allgemein
- Beginn der Kulturrevolution in der Volksrepublik China.
- 1. Januar – In Deutschland tritt das neue Urheberrechtsgesetz in Kraft.
- 25. Januar – In Hamburg wird zum ersten Mal der Fernsehpreis Goldene Kamera verliehen. Unter den prämierten Fernsehschaffenden befinden sich unter anderen Inge Meysel, Hans-Joachim Kulenkampff und Georg Stefan Troller.
- 4. März – Die Behauptung John Lennons in einem Interview mit der Londoner Tageszeitung Evening Standard die Beatles wären „populärer als Jesus“ führt vor allem in den USA zu Protesten gegen die Pilzköpfe bis hin zu Boykottaufrufen und öffentlichen Plattenverbrennungen.
- 8. Juli – Der österreichische Nationalrat beschließt das Rundfunkgesetz.

## Hörfunk
- 25. Februar – Der WDR in Köln   beginnt mit der Ausstrahlung des 6-teiligen Hörspiels Paul Temple und der Fall Genf von Francis Durbridge mit René Deltgen, Irmgard Först und Paul Klinger in den Hauptrollen (Regie: Otto Düben).

- 3. Mai – Der Piratensender Swinging Radio England nimmt seinen Betrieb auf.
- 7. Mai – Passiert – notiert, das langjährige, renommierte Magazin des Zeitfunks auf hr1, wird zum ersten Mal ausgestrahlt.

- 16. November – Das in einer Gemeinschaftsproduktion von BR, WDR und HR entstandene Hörspiel Zwielicht (Regie: Otto Kurth) wird erstgesendet.

Der Autor Rolf Schneider wurde hierfür 1967 als erster und einziger in der DDR lebender Autor mit dem renommierten Hörspielpreis der Kriegsblinden ausgezeichnet. Eine weitere Produktion des Hörspiels entstand 1968 unter der Regie von Erich Schwanda beim ORF Wien.

## Fernsehen
- 3. Januar – ARD und ZDF beginnen mit der Ausstrahlung ihres gemeinsamen Vormittagsprogramms.
- 12. Januar – US-Premiere der Serie Batman.
- 15. Januar – Start der Neuauflage der Unterhaltungssendung Zum Blauen Bock mit Heinz Schenk im Deutschen Fernsehen.
- 7. Februar – Die italienische RAI richtet den Sender Bozen ein.
- 23. Februar – Mit dem Start von ERT A.E. (Elliniki Radiophonia Tileorassi) erhält Griechenland sein erstes reguläres Fernsehprogramm.
- 19. April – Die Erstausstrahlung der Satire Das Bohrloch oder Bayern ist nicht Texas im Deutschen Fernsehen ruft teilweise Empörung hervor.
- 26. April – Das brasilianische Fernsehnetzwerk Rede Globo geht erstmals auf Sendung.
- 1. Juli – Die US-Zeichentrickserie Familie Feuerstein (engl. The Flintstones) hat ihre Premiere im Deutschen Fernsehen.
- 5. September – Die Torwand der ZDF-Sendung das aktuelle sportstudio wird eingeweiht.
- 8. September – Auf NBC ist die erste noch kaum beachtete Auflage der später äußerst erfolgreichen Science-Fiction-Serie Raumschiff Enterprise zu sehen. Die nach der Idee von Gene Roddenberry entstandene insgesamt 79-teilige Produktion muss mit einem geringen Budget auskommen und ist daher vielfach auf bereits in anderen Filmen verwendete Kulissen angewiesen. Erst durch die Wiederausstrahlung in den 1970er-Jahren stellt sich der Kultcharakter ein.
- 17. September – Im Deutschen Fernsehen ist die erste Folge der Science-Fiction-Serie Raumpatrouille zu sehen.

## Geboren
- 9. Februar – Christoph Maria Herbst, deutscher Schauspieler (Bernd Stromberg in der ProSieben-Comedyserie Stromberg), wird in Wuppertal geboren.
- 19. Februar – Justine Bateman, US-amerikanische Schauspielerin (Mallory Keaton in Familienbande, 1982–89), wird in Rye, New York geboren.
- 18. März – Anne Will, deutsche Fernsehjournalistin, wird in Köln geboren.
- 19. April – Oliver Welke, deutscher Autor, Comedian (7 Tage, 7 Köpfe, 2002–2005) und Sportmoderator (ran, 1997–2003 & ab 2009), wird in Bielefeld geboren.
- 17. Mai – Christoph Grissemann, österreichischer Hörfunk- (Salon Helga) und Fernsehmoderator (Willkommen Österreich) wird in Innsbruck geboren.
- 19. Mai – Andreas Hieke, deutscher Fernsehjournalist und Medientrainer, wird in Kassel geboren.
- 23. Mai – Claudia Christina, deutsche Schlagersängerin und Moderatorin des NDR (Freut euch des Nordens) wird als Claudia Christina Früchtenicht in Elmshorn geboren († 2005).
- 21. Juni – Mancow Muller, US-amerikanischer Radio- und Fernsehmoderator, Schauspieler und ehemaliges Kindermodel, wird in Kansas City, Missouri geboren.
- 19. August – Armin Wolf, österreichischer Fernsehjournalist, wird in Innsbruck geboren.
- 25. August – Sandra Maischberger, deutsche Journalistin und Fernsehmoderatorin, wird in München geboren.
- 20. Oktober – Stefan Raab, deutscher Entertainer, wird in Köln geboren.
- 21. Dezember – Kiefer Sutherland, kanadischer Schauspieler, wird in London geboren.
- Mischa Zickler, österreichischer Fernsehregisseur und Fernsehproduzent, wird geboren.

## Gestorben
- 3. August – Lenny Bruce, US-amerikanischer Comedian stirbt 40-jährig in Los Angeles.
- 15. Dezember – Walt Disney, US-amerikanischer Medienunternehmer stirbt 65-jährig in Burbank, Kalifornien.
- 16. Dezember – Herbert Zimmermann, deutscher Sportkommentator (Wunder von Bern) stirbt 49-jährig in Hamburg.
- 26. Dezember – Kim Peacock, britischer Schauspieler, Hörspielsprecher und Drehbuchautor, stirbt 65-jährig in Emsworth, Hampshire (England). Er sprach u. a. in 10 Hörspiel-Mehrteilern um den Detektiv Paul Temple bei der BBC die Titelrolle.